# Paul Eyschen
Paul Eyschen fue un político, estadista, abogado y diplomático luxemburgués. Fue el octavo primer ministro de Luxemburgo y ocupó el cargo durante veintisiete años, desde el 22 de septiembre de 1888 hasta su fallecimiento, el 11 de octubre de 1915.

## Primeros años
Hijo de Charles-Gérard Eyschen, ex director general de Justicia, Eyschen nació en Diekirch, en el norte de Luxemburgo, el 9 de septiembre de 1841. Eyschen se graduó en 1860 en el Ateneo de Luxemburgo. Eyschen se convirtió en abogado después de estudiar derecho en Bonn y París. Fue admitido en el colegio de abogados el 9 de noviembre de 1865.

## Carrera
En las elecciones del 12 de junio de 1866, Eyschen fue elegido miembro de la Cámara de Diputados, en representación del cantón de Wiltz. Sin embargo, el día de la votación aún no tenía 25 años, como exige la Constitución. Su victoria electoral fue primero anulada por la Cámara a iniciativa de Félix de Blochausen, pero cuando el escaño ahora vacante fue presentado nuevamente a las elecciones el 10 de noviembre, lo recuperó y, a sus 25 años, lo conservó.
En 1875, fue nombrado encargado de negocios del Imperio alemán, cargo que ocupó hasta 1888.

## Primer ministro
El 7 de julio de 1876, Eyschen emuló a su padre al ser nombrado director general de Justicia, cargo que ocupó hasta 1888, cuando, tras la dimisión de Édouard Thilges, Eyschen fue nombrado Primer Ministro. Durante los siguientes 27 años, Eyschen dominó la vida política luxemburguesa, dominando una sucesión de monarcas y supervisando una era de resurgimiento económico y el fin de la unión personal con los Países Bajos.

### Educación
Hacia finales del siglo XIX, parecía claro que el sistema educativo tradicional de Luxemburgo ya no era apto para servir a la nueva sociedad como lo había sido desde la Revolución Industrial. Los desarrollos económicos trajeron consigo nuevas clases sociales y profesionales. Una clase media de empleados y funcionarios surgió del crecimiento de los servicios y la administración estatales. La manufactura y el comercio fueron transformados por el progreso industrial y comercial. A través de una reforma de gran alcance del sistema educativo, el gobierno de Eyschen intentó responder a estos cambios en la sociedad. Eyschen propugnaba la idea de una especialización de las escuelas: el Ateneo de Luxemburgo para quienes pretendían realizar posteriormente estudios universitarios, una escuela industrial para quienes estaban destinados a una profesión técnica, una escuela de agricultura para los hijos de agricultores y una escuela de artesanía para los hijos de artesanos. Se prestó especial atención a la educación vocacional.
La ley de 1892 separó la escuela industrial del Ateneo y le añadió una sección comercial; la ley de 1896 creó una escuela artesanal. Estos esfuerzos fueron acompañados por un aumento en el número de estudiantes que asistieron a la escuela secundaria bajo el gobierno de Eyschen: 875 en 1879-1880 en comparación con 2500 en 1919-1920.
El gobierno también abordó la educación primaria a través de la Ley de Educación de 1912. Esta abolió las tasas escolares e hizo que la escuela fuera obligatoria durante siete años. Lo más controvertido fue que hizo retroceder la posición de la Iglesia en las escuelas: los profesores ya no necesitaban un certificado de moralidad de su sacerdote para ser empleados y ya no estaban obligados a impartir educación religiosa. La ley de 1912 fue objeto de agrias discusiones entre el bloque de izquierda (socialistas y liberales) y la derecha clerical.

### Política económica y social
Como en otros países de la época, la cuestión social se planteaba con el desarrollo de la industria moderna. El vecino Alemania bajo Otto Von Bismarck había comenzado, en la década de 1880, a ampliar el papel del Estado mediante la promulgación de leyes que introducían seguros de salud, seguros de accidentes y seguros de vejez e invalidez. Eyschen había sido encargado de negocios en Berlín y era amigo del hijo del canciller y conocía muy bien esta legislación. Cuando asumió el cargo de primer ministro, se propuso introducir algo similar en Luxemburgo. El gobierno se había mostrado reacio durante mucho tiempo a intervenir en los asuntos económicos, dominado como estaba por los liberales, pero Luxemburgo iba a seguir el modelo de su vecino del Este.
La ley de 1891 dio base jurídica a las sociedades de ayuda mutua. A principios del siglo XX, una serie de leyes introdujeron seguros obligatorios para los trabajadores: seguro de enfermedad en 1901, seguro de accidentes en 1902 y seguro de invalidez y vejez en 1911. En 1902 se creó la inspección del trabajo y de las minas. Las acerías plantearon la cuestión del alojamiento de los trabajadores. La ley de 1906 creó ayudas económicas para la compra o construcción de pequeñas viviendas.

### Idioma
Eyschen fue un gran amante de la lengua luxemburguesa, que entonces todavía se consideraba un dialecto, y fue uno de sus primeros defensores. En 1903 hizo construir el Monumento Dicks-Lentz, en honor a los dos poetas nacionales de Luxemburgo, Michel Lentz (1820-1893) y Edmond de la Fontaine (1823-1891), también conocidos como "Dicks".

## Muerte
Eyschen murió, mientras aún estaba en el cargo, el 11 de octubre de 1915, un año después de la ocupación alemana durante la Primera Guerra Mundial. Fue sucedido por su antiguo director general de Finanzas y aliado, Mathias Mongenast. Durante mucho tiempo, debido a lo inesperado de su muerte en un momento difícil para él, hubo rumores de que se había suicidado.
Después de la muerte de Eyschen, el país enfrentó una serie de crisis gubernamentales. Durante mucho tiempo, su fuerte personalidad enmascaró las profundas divisiones en el mundo político luxemburgués. A partir del cambio de siglo, los debates políticos se volvieron cada vez más obstinados. En 1908, liberales y socialistas habían formado el Bloque de Izquierda, una alianza entre representantes de la industria y de los trabajadores, unidos por el anticlericalismo. El Bloque tenía una sólida mayoría en la Cámara. Sin embargo, la relación de poder cambió debido a la guerra y sus diversas dificultades. Ante las tensiones sociales debidas a la mala situación del suministro de alimentos y al aumento de los precios, la alianza de izquierda se desmoronó, mientras que el Partido de Derecha ganó popularidad.